# Stams GR
| GR ist das Kürzel für den Kanton Graubünden in der Schweiz. Es wird verwendet, um Verwechslungen mit anderen Einträgen des Namens Stams (Begriffsklärung) zu vermeiden. |

Die Walsersiedlung Stams ist ein Maiensäss in der Ortschaft Says, die seit dem 1. Januar 2008 zur Gemeinde Trimmis im Kanton Graubünden gehört. Es liegt auf 1645 m ü. M. über dem Weiler Hinter Valzeina.

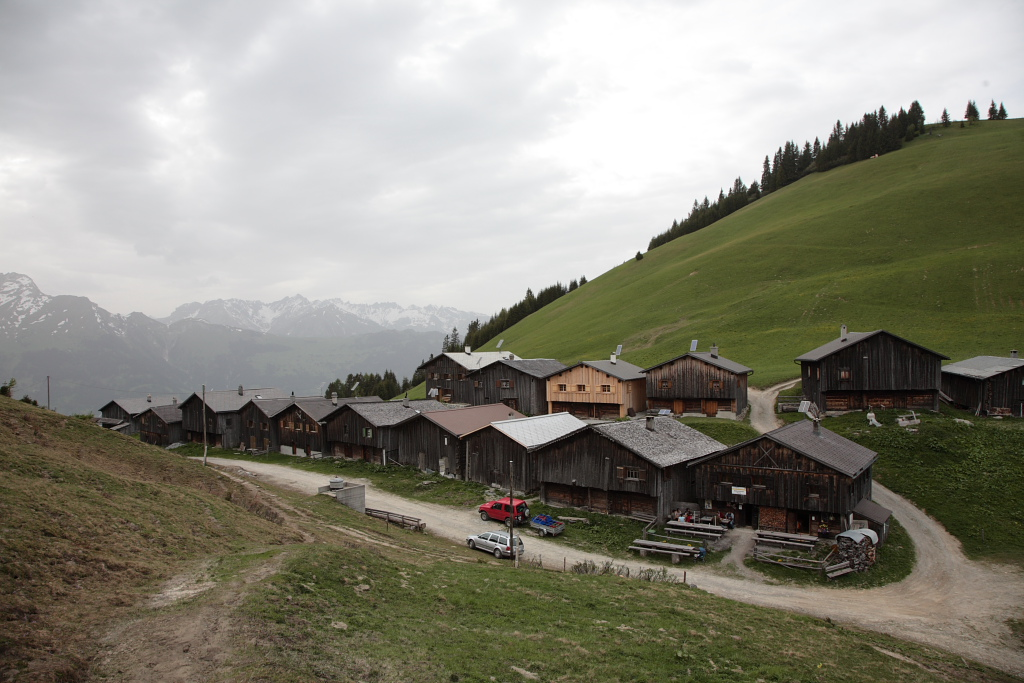
Das Maiensäss Stams von Südosten

Das Maiensäss befindet sich in einem Sattel, der sich auf dem Bergrücken befindet der vom Ful Berg (2390,8 m) zum Zipperspitz (1774,4 m) führt. Dieser Bergrücken trennt das Valzeinatal vom Rheintal ab. Der Sattel befindet sich zwischen dem Scamerspitz (2014 m) und dem Sayser Chöpf (1771 m).